# Чижов, Алексей Рудольфович
Алексе́й Рудо́льфович Чижо́в (род. 15 октября 1964 в г. Ижевск, УАССР, СССР) — советский и российский спортсмен (международные шашки), международный гроссмейстер (1988), заслуженный мастер спорта (2001), 10-кратный чемпион мира в личном зачёте по стоклеточным шашкам (1988—1994, 1995—1998), чемпион Европы (2012, 2016), в блице (2014). Чемпион мира по международным шашкам среди юниоров (1983). Чемпион СССР (1990), чемпион России (2016). Выиграл общий зачёт Кубка мира в 2018.
Заслуженный работник культуры Удмуртской Республики. Почётный гражданин Ижевска (2001). Вице-президент Федерации международных шашек (России). Первому в мире присвоено звание «Доблесть ФМЖД» (август 2003 года).

## Биография
В 1976 году начал заниматься шашками в спортклубе «Иж-Планета», в 1979 году выполнил норматив мастера спорта, с 1986 года — профессиональный спортсмен. 

В 1986 году окончил Ижевский механический институт (ныне ИжГТУ им. М. Т. Калашникова) по специальности «инженер-механик». 

В 1988 году получил звание «Международный гроссмейстер». 

В 2001 году — «Заслуженный мастер спорта России». 

Завоевывал титулы: чемпиона мира среди юниоров, чемпиона РСФСР, чемпиона СССР, чемпиона мира по блицу, чемпиона мира в команде, победителя Всемирных интеллектуальных игр.
В городе Ижевске открыта и активно работает детско-юношеская спортивная школа по шашкам, которую по праву называют «школой Чижова». Алексей Рудольфович имеет большой педагогический опыт. Ещё будучи студентом он подготовил нескольких учеников, среди которых есть и чемпионы России.

## Статистика участия в чемпионатах мира и Европы
| Год     | Уровень | Место проведения | Формат                        | Результат            | Место          |
| ------- | ------- | ---------------- | ----------------------------- | -------------------- | -------------- |
| 1988    | ЧМ      | Парамарибо       | Турнир                        | +8 =11 −0            | 1              |
| 1989    | ЧМ      | Якутск           | Матч с Тони Сейбрандсом       | +1 −18 −1            | 1              |
| 1990    | ЧМ      | Гронинген        | Турнир                        | +8 =11 −0            | 1              |
| 1991    | ЧМ      | Таллин           | Матч с Гунтисом Валнерисом    | +6 =10 −0            | 1              |
| 1992    | ЧМ      | Тулон            | Турнир                        | +14 =9 −0            | 1              |
| 1993/94 | ЧМ      | /                | Матч с Хармом Вирсмой         | +2 =18 −0            | 1              |
| 1994    | ЧМ      | Гаага            | Турнир                        | +4 =14 −1            | 7-9            |
| 1996    | ЧМ      | Якутск           | Матч с Гунтисом Валнерисом    | (+3 −2 по сетам)     | 1              |
| 1996/97 | ЧМ      | Абиджан          | Турнир                        | +4 =7 −0 +доп. матч  | 1              |
| 1998    | ЧМ      | Ижевск           | Матч с Александром Шварцманом | (+1 −2 по сетам)     | 2              |
| 2001    | ЧМ      | Москва           | Турнир                        | +6 =10 −0            | 1              |
| 2003    | ЧМ      | Уфа              | Матч с Александром Георгиевым | (+1 −4 по сетам)     | 2              |
| 2003    | ЧМ      | Звартслёйс       | Турнир                        | +6 =13 −0 +доп. матч | 2              |
| 2004    | ЧМ      | Уфа / Ижевск     | Матч с Александром Георгиевым |                      | 2              |
| 2005    | ЧМ      | Амстердам        | Турнир                        | +4 =7 −0 (в финале)  | 1              |
| 2006    | ЧМ      | Якутск           | Матч с Александром Георгиевым |                      | 2 (не игрался) |
| 2006    | ЧЕ      | Бовец            | Турнир (швейцарская система)  | +4 =5 −1             | 6              |
| 2007    | ЧМ      | Харденберг       | Турнир                        | +5 =13 −1            | 4              |
| 2010    | ЧЕ      | Мужасихле        | Турнир (швейц.)               | +2=7-0               | 16             |
| 2011    | ЧМ      | Эммелорд / Урк   | Турнир                        | +1 =17 −1            | 13             |
| 2013    | ЧМ      | Уфа              | Турнир                        | +2 =8 −1 (в финале)  | 6              |
| 2014    | ЧЕ      | Таллин           | Турнир (швейц.)               | +3 =6 −0             | 4              |
| 2015    | ЧМ      | Нидерланды Эммен | Турнир                        | +3 =16 −0            | 5              |
| 2016    | ЧЕ      | Измир            | Турнир (швейц.)               | +3 =6 −0             | 1              |
| 2017    | ЧМ      | Таллин           | Турнир                        | +2 =9 −0 (в финале)  | 2              |
| 2018    | ЧЕ      | Москва           | Турнир (швейц.)               | +2 =7 −0             | 8              |
| 2019    | ЧМ      | Ямусукро         | Турнир                        | +4 =14 −1            | 7              |

## Личная жизнь
Жена — Ольга, ассистировала мужу в матчах и турнирах.